# 那須泰斗
那須泰斗（日语：／ Nasu Taito，1999年9月28日—），日本演員、模特兒、YouTuber，出生於東京都，A-Light旗下藝人，2016年「日本最帥高中生選拔賽」全國亞軍，少女時尚雜誌《Popteen》專屬模特兒。他在戀愛實境秀《別被狼君所欺騙》中與模特兒德本夏惠成為情侶，一度在青少年社群間引起話題，後於2020年宣布分手。

## 演出作品

### 網路節目
- 別被狼君所欺騙（2017年2月18日－4月1日、ABEMA）[2]
- Gossip Generation（2017年5月－2018年3月、ABEMA）[2]
- イマっぽTV（2018年、ABEMA）[2]
- #澀谷風琴坡學生會（2019年7月－、DHC電視（日语：DHCテレビジョン））[2]

### 電視劇
- 完美世界 第2話（2019年4月23日、關西電視台・富士電視台）[2]
- 公關技院！ 第1話（2019年5月6日、MBS / 2019年5月8日、每日放送・TBS）[2]
- 田園男孩 第3話（2020年1月20日、神奈川電視台）- 飾 輝[2]
- 小道消息 ＃她想知道真正的○○ 第8話（2022年2月24日、富士電視台）- 飾 學生[2]

### MV
- BUZZ LA ZARU O EMAI〈LINE（即興）〉（2020年2月12日、LINE RECORDS）

## 外部連結
- 那須 泰斗 （页面存档备份，存于） - A-Team Group A-Light
- 那須泰斗的X（前Twitter）
- 那須泰斗的Instagram帳戶
- YouTube上的Taito Nasu頻道